# Dia julià
El dia julià és el nombre de dies solars comptats correlativament des de l'1 de gener de l'any 4713 aC a les 12 del migdia.
Per a datar fenòmens astronòmics o històrics llunyans és difícil considerar els canvis que hi ha hagut en el calendari. En 1582 ocorre la Reforma Gregoriana, per la qual se suprimixen com a anys bixestos els anys seculars no divisibles per 400 (així 1700, 1800 i 1900 deixen de ser bixestos) i a més se suprimixen 10 dies, els que van del 4 al 14 d'octubre de 1582. El calendari és el julià si la data és anterior al 4-10-1582 i el gregorià si és posterior al 15-10-1582. Els deu dies intermedis van ser suprimits per la Reforma Gregoriana. Esta reforma no va ser acceptada immediatament pels protestants, i els cristians ortodoxos encara usen el calendari julià.
Si pretenem esbrinar l'espai de temps transcorregut entre dos eclipsis llunyans encara que siguen del mateix calendari, cal portar compte dels bixestos transcorreguts i no diguem si un és del calendari julià i un altre del gregorià.
Per això en el mateix 1582, Joseph Scaliger de Leiden va fixar una escala contínua de temps fixant el seu origen en l'1 de gener de l'any 4713 aC a les 12 del migdia (en esta època el dia començava a migdia i no com és costum ara, que el dia comença a mitjanit) i comptant els dies solars correlativament. Aquest número s'anomena dia julià. El dia 11 de juliol de 1997 a les 12 h TU es completa el dia 2.450.641.
En el calendari històric no hi ha any zero, l'any anterior a l'1 dC és l'1 aC. Aquest problema d'origen significa que si s'introduïx per a la data 12,3, -3283 s'entén l'any 3284 aC. La primera forma de designar la data s'anomena astronòmica i la segona data històrica.
Hi ha un problema afegit a la no existència d'any 0. El segle i comença amb l'any 1, i perquè transcorren 100 anys complets cal esperar que acabe l'any 100, que es convertix en l'últim any del segle i, mentre que el 101 és el primer any del segle ii. Per tant, el segle xx no acaba fins que acabe l'any 2000. El segle xxi no va començar fins a l'1 de gener del 2001 a les 0 h TU, que correspon al dia julià 2.451.910,5.
El dia julià actual és: Plantilla:CURRENTJULIANDAY